# L'envie d'aimer
«L'envie d'aimer» es una canción grabada en el año 2000 y cantada en francés por el cantante Daniel Lévi para el musical Les Dix Commandements. 
Publicada únicamente en el álbum de Les Dix Commandements en junio de 2000 en Francia, la canción fue un exitoso solo del musical. La canción está actualmente entre los más grandes singles vendidos de todos los tiempos en Francia.[cita requerida]

## Versiones
- La canción fue interpretada por Éric Morena en 2003 en el álbum 'Retour gagnant cuál estuvo compuesto de versiones de cubierta por famosos @1980s artistas.[1]

- En 2003, la canción fue interpretada por Julien Clerc, Patrick Fiori, Catherine Lara y Liana Foly en el álbum Les Enfoirés de La Foire des Enfoirés.[2]

- En 2002, Céline Dion publicó una versión en inglés bajo el título "La Recompensa más Grande" en su álbum A New Day Has Come.

- En 2006, la canción fue utilizada para la banda sonora de la 2006 película Comme t'y es belle !.

- En 2007, presentador televisivo francés griego Nikos Aliagas grabó una versión griega de la canción con Helena Paparizou, para su álbum de dúo griego tituló Rendez-Vous.

- En 2013, Pascal Obispo cubrió la canción en el álbum Millésimes.

- Il Divo interpretó e incluyó la canción en su álbum A Musical Affair. French Version de 2014.